# John Turturro
John Michael Turturro (født 28. februar 1957) er en amerikansk skuespiller, instruktør og manuskriptforfatter.
Turtorro er født i 1957 i Brooklyn, New York af forældre af italiensk herkomst. Hans første rolle var som statist i Raging Bull af Martin Scorsese.

## Karriere
Nogle af John Turturros største roller indenfor drama er kommet i stand via hans lange og givtige samarbejde med Coen-brødrene i filmene Miller's Crossing, Barton Fink, The Big Lebowski og O Brother, Where Art Thou?. For sin indsats i Barton Fink vandt han prisen som bedste skuespiller ved filmfestivalen i Cannes. Han har, for andre roller modtaget en Golden Globe-nominering og en pris fra Screen Actors Guild. Udover dramaroller er John Turturro også kendt for sine komiske karakterer bl.a i et langvarigt samarbejde med Adam Sandler i bl.a. Mr. Deeds og Anger Management.

## Filomgrafi
- Miller's Crossing (1990)
- Barton Fink (1991)
- Quiz Show (1994)
- The Big Lebowski (1998)
- O Brother, Where Art Thou? (2000)
- Kærlighedens Træk (2001)
- Mr. Deeds (2002)
- Fear X (2003)
- Anger Management (2003)
- The Good Shepherd (2006)
- Transformers (2007)
- You Don't Mess With the Zohan (2008)
- Transformers: Revenge of the Fallen (2009)
- Transformers: Dark of the Moon (2011)